# Championnats d'Afrique d'escrime 2014
Navigation
Édition précédente Édition suivante
Les 14es championnats d'Afrique d'escrime se déroulent au Caire en Égypte du 20 au 24 juin 2014.
Le pays hôte domine le tableau des médailles, dépassant la Tunisie au nombre de médailles de bronze. Ces deux pays remportent la totalité des médailles d'or mises en jeu. Le Bénin obtient sa première médaille dans ces championnats, au sabre masculin individuel. Seules deux équipes se disputent le titre au fleuret féminin, en l'absence de l'équipe de Tunisie.

## Médaillés
| Épreuves                               | Or                                                                   | Argent                                                                        | Bronze                                                                                     |
| -------------------------------------- | -------------------------------------------------------------------- | ----------------------------------------------------------------------------- | ------------------------------------------------------------------------------------------ |
| Épée                                   |                                                                      |                                                                               |                                                                                            |
| Hommes individuel résultats détaillés  | Ahmed Elsaghir                                                       | Aymad Mohamed                                                                 | Muhannad Saif El Din Abdelkarim El Houari                                                  |
| Hommes par équipes résultats détaillés | Égypte Ahmed Elsaghir Ayman Fayez Ahmed Nabil Mohannad Saif          | Maroc Abdelkarim El Kaouari Amine Faleh Aissam Rami Zacharie Herve Roger      | Sénégal Alexandre Bouzaid Cheikh Omar Diallo Bourama Keba Sagnan Mouhamadou Moustapha Sall |
| Femmes individuel résultats détaillés  | Sarra Besbes                                                         | Juliana Barrett                                                               | Ayma Mahdy Salma Mokabel                                                                   |
| Femmes par équipes résultats détaillés | Tunisie Dorra Ben Jaballah Sarra Besbes Inès Boubakri Maya Mansouri  | Afrique du Sud Juliana Barrett Tamryn Carfoot Giselle Vicatos                 | Égypte Bassant Dinar Ayah Mahdy Salma Mokabel Hala Yehia                                   |
| Fleuret                                |                                                                      |                                                                               |                                                                                            |
| Hommes individuel résultats détaillés  | Mohamed Samandi                                                      | Tarek Ayad                                                                    | Alaaeldin Abouelkassem Mohamed Ayoub Ferjani                                               |
| Hommes par équipes résultats détaillés | Égypte Alaaeldin Abouelkassem Tarek Ayad Mohamed Essam Hazem Khazbak | Tunisie Mohamed Ayoub Ferjani Mohamed Samandi Fares Zidi                      | Sénégal Babacar Kadam Ibrahima Keïta Yancoba Djimmy Carter Sagna Mouhamadou Moustapha Sall |
| Femmes individuel résultats détaillés  | Inès Boubakri                                                        | Eman Shaaban                                                                  | Anissa Khelfaoui Amena Nour                                                                |
| Femmes par équipes résultats détaillés | Égypte Noura Mohamed Amena Nour Eman Shaaban Aida Yasser             | Algérie Narimene Elhaouari Anissa Khelfaoui Louiza Khelfaoui Khadidja Zerabib | Non décernée                                                                               |
| Sabre                                  |                                                                      |                                                                               |                                                                                            |
| Hommes individuel résultats détaillés  | Ziad Elsissy                                                         | Yémi Apithy                                                                   | Aly Adel Amin Akkari                                                                       |
| Hommes par équipes résultats détaillés | Égypte Aly Adel Ahmed Amr Ziad Elsissy Mohab Samer                   | Tunisie Amine Akkari Iheb Ben Chaabene Farès Ferjani Hichem Samandi           | Sénégal Moustapha Diagne Ibrahima Keïta Ibrahima Konte Mouhamadou Moustapha Sall           |
| Femmes individuel résultats détaillés  | Azza Besbes                                                          | Amira Ben Chaabane                                                            | Abik Boungab Nada Hafez                                                                    |
| Femmes par équipes résultats détaillés | Tunisie Amira Ben Chaabane Azza Besbes Yosra Ghrairi                 | Égypte Mennatalla Ahmed Nada Hafez Lila Khallaf Seham Saad                    | Algérie Sonia Abdiche Sarah Atrouz Abik Boungab Amira Hayet Sabah El Hafaia                |

## Tableau des médailles
| Rang  | Nation         | Or | Argent | Bronze | Total |
| ----- | -------------- | -- | ------ | ------ | ----- |
| 1     | Égypte         | 6  | 4      | 9      | 19    |
| 2     | Tunisie        | 6  | 4      | 1      | 11    |
| 3     | Afrique du Sud | 0  | 2      | 0      | 2     |
| 4     | Algérie        | 0  | 1      | 3      | 4     |
| 5     | Bénin          | 0  | 1      | 0      | 0     |
| 6     | Sénégal        | 0  | 0      | 3      | 3     |
| 7     | Maroc          | 0  | 1      | 1      | 2     |
| Total | Total          | 12 | 12     | 17     | 41    |